# Avaris
| O7 | t · pr | D56 | t · niwt |

| O7 | t · pr | D56 | t · niwt |

Hatueret (řecky Αὔαρις – Auaris či Avaris) bylo významné město ve starověkém Egyptě ve východní nilské deltě, za Druhé přechodné doby mohutně opevněné sídlo hyksóských králů. Jeho poloha nebyla prozatím bezpečně prokázána písemnými prameny, nicméně na základě archeologických výzkumů je nade vši pochybnost ztotožňováno s archeologickou lokalitou Tell el-Dabaa.
Nejstarší sídliště zde vzniklo nejspíše v První přechodné době jako součást obranného systému zajišťujícího východní hranici. V průběhu 12. dynastie se stalo důležitým obchodním centrem: nacházelo se nedaleko tras zámořského obchodu a současně odtud vycházely dvě obchodní cesty na východ – do Levanty a na Sínaj s bohatými tyrkysovými doly.